# 鶯歌永安宮
鶯歌永安宮位於新北市鶯歌區二橋里北端（鶯歌尖山腳下），主祀福德正神，為鶯歌南區的信仰中心。根據日治時期鶯歌庄役場的宗教調查，永安宮的歷史可追溯至乾隆3年（1738）開墾先民所創建的土地公廟，日治時期信徒數高達2107人。為鶯歌地區最古老的廟宇之一。近年廟方與永安宮日治時期第二任王姓管理人的後代爆發土地所有權爭執，王姓管理人後代於民國90年間透過代書疑似用不當的手法組成神明會並拿到土地所有權狀，於民國108年間向永安宮廟方提出「拆廟還地」訴訟，廟方委任鄭文龍律師、董幸文律師應訴，歷經多年纏訟，最終法院判決永安宮勝訴，並確認永安宮具有土地所有權。

### 永安宮地權訴訟始末
民國90年間，曾任永安宮日治時期管理人的王地利的後代王文華等人，因覬覦高職東街道路徵收款，聽從不肖代書之建議，用不實之紅紙布條，假造王地利父子三人成立於日治時期即成立神明會之假象，並以虛偽之地址設立登記，佯作有祭祀福德正神之事實。進而設立福德正神神明會(見監察院調查報告、法院判決，下稱王家神明會)。
民國107間，王家神明會向新北地方法院提訴「拆廟還地」及不當得利訴訟。
永安宮面臨王家神明會拆廟還地威脅，組成以主委秦泉先生為首的五人小組，並準備相關文件尋聘律師，經信徒介紹延聘鶯歌出身的鄭文龍律師(法家法律事務所所長)應訴，並向王家神明會提出反訴「確認土地所有權」。
一審由新北地方法院審理，經訊問數十名證人及法家法律事務所蒐集到珍貴的日治時期史料檔案(台北州檔案-社寺廟宇臺帳)，上載永安宮的前身「福德祠」之歷史可以上溯自乾隆三年(西元1738年)之「福德正神」廟，日治時期之信徒數更高達2108人。新北地方法院乃據此判決王家神明會敗訴，其並非土地所有權人。
二審由臺灣高等法院審理，法家法律事務所鄭文龍律師指派董幸文律師進行歷史研究及耆老訪談，共訪談40多名耆老。二審臺灣高等法院除再次確認王家神明會不實，並非土地所有權人外，更進一步確認永安宮與日治時期土地臺帳上之登記業主「福德正神」為同一權利主體。即永安宮為坐落土地之真正所有權人。三審由最高法院審理，維持高等法院見解，歷經年爭議之事件，終於三審定讞。